# 河津鉱
河津鉱（かわづこう、 Kawazulite）は、1970年に発表された日本産新鉱物で、国立科学博物館の鉱物学者加藤昭により、静岡県の河津鉱山で発見された。 化学組成はBi2Te2Seで、三方晶系。硫テルル蒼鉛鉱 (Tetradymite) の硫黄をセレンで置換した種である。名称は発見地の鉱山名による。